# Vallermosa
Vallermosa település Olaszországban, Szardínia régióban, Cagliari megyében. Lakosainak száma 1804 fő (2023. január 1.). Vallermosa Decimoputzu, Iglesias, Siliqua, Villacidro, Domusnovas és Villasor községekkel határos.

## Népesség
A település lakossága az elmúlt években az alábbi módon változott:
| Lakosok száma | 1931 | 1922 | 1804 |
|               | 2017 | 2018 | 2023 |